# Guerra de Jaiber Pastunjuá
La guerra de Jaiber Pastunjuá, también llamada como Guerra en el noroeste de Pakistán, es un conflicto bélico en el que están involucrados tanto las Fuerzas Armadas de Pakistán y los grupos armados religiosos, movimientos locales armados y elementos de la delincuencia organizada apoyados por los grupos terroristas y contingentes de muyahidines.
El conflicto estalló cuando las tensiones entre el ejército pakistaní que buscaba a miembros de Al-Qaeda en su territorio llevaron a enfrentamientos con combatientes de la región de Waziristán (territorio federal que es parte de las llamadas Áreas tribales). El gobierno de Pakistán ha hecho ver este conflicto como parte de la llamada Guerra contra el Terrorismo. Los enfrentamientos se generalizaron ya que este territorio también era usado como refugio de los insurgentes de la guerra en Afganistán desde inicios de los noventa.
El conflicto Pakistaní-Indio, aun dura aunque ahora están más relajados los dos países, se sigue notando cierta tensión en las frontera Indio-Pakistaní. Con respecto a las relaciones entre Pakistán y los Estados Unidos estas se arruinaron el 1 de mayo de 2011 cuando un comando SEAL de las fuerzas estadounidenses penetró en la localidad pakistaní de Abbottabad y mató al líder saudí Osama Bin Laden. Pero dichas relaciones empeoraron cuando el 26 de noviembre de 2011 a las 2:00 a. m. hora local, helicópteros de las fuerzas occidentales de la OTAN bombardearon a las tropas pakistaníes locales en la localidad de Salala (subdivisión Baizai) en Mohmand, cerca de la frontera con Afganistán. El gobierno de Islamabad bloqueó los convoyes de aprovisionamiento de la OTAN y como resultado aumentó la tensión. El 7 de febrero de 2012 luego de disculpas ofrecidas del gobierno norteamericano a Pakistán se restableció el acuerdo en el cual el gobierno de Pakistán volvió a habilitar el paso por su territorio de convoyes de la OTAN, tanto de tropas como de logística, con dirección a las tropas de la coalición en Afganistán.
El siguiente gráfico incluye datos del número de combatientes de grupos insurgentes y terroristas menores operantes en otras zonas de Pakistán:
| Organización   | Fecha (lucha armada)            | Fuerzas            |
| -------------- | ------------------------------- | ------------------ |
| Punjab         |                                 |                    |
| SSP            | 1985-actual                     | 3.000-6.000 (1997) |
| SMP            | 1993-actual                     | 30.000 (1996)      |
| Lahore         |                                 |                    |
| JuF            | 1980                            | 1.000-3.000 (1990) |
| Cachemira Azad |                                 |                    |
| HuM o HM       | 1989-actual                     | 1.500 (2003)       |
| HuA HuM        | HuA: 1985-1993 HuM: 1993-actual | 1.000 (1997)       |
| Al Badr        | 1998-actual                     | 200 (1998)         |
| HuJI           | 1989-actual                     | 500-750 (2005)     |
| AuM            | 1989-actual                     | 700 (2002)         |